# اسنپ سید
اسنپ سید (به انگلیسی:Snapseed) یک برنامه ویرایش عکس برای آی‌اواس و اندروید است که به کاربران امکان می‌دهد عکس‌ها را بهبود بخشند و فیلترهای دیجیتال را اعمال کنند. این نرم‌افزار توسط نیک سافت ور ایجاد شد و اکنون متعلق به گوگل است.

## تاریخچه
نیک سافت ور ابتدا اسنپ سید را بر روی آی‌پد در ژوئن ۲۰۱۱ راه اندازی کرد و اپل در سال ۲۰۱۱ به عنوان بهترین اپلیکیشن اپل معرفی شد. با تکیه بر موفقیت نسخه آی‌پد، نیک اسنپ سید را برای آیفون در اوت ۲۰۱۱ راه اندازی کرد. بعداً، در ۲۷ فوریه ۲۰۱۲، اسنپ سید برای مایکروسافت ویندوز اعلام شد.
پس از تصاحب گوگل، اسنپ سید در دسامبر ۲۰۱۲ برای اندروید منتشر شد و نسخه دسکتاپ اسنپ سید متوقف شد.
نیک در ۹ آوریل ۲۰۱۵، اسنپ سید ۲٫۰ را برای آی‌اواس و اندروید منتشر کرد که ابزارها، ویژگی‌ها و رابط کاربری تازه‌سازی شده‌ای را به همراه داشت.

## ویژگی‌ها
کاربران اسنپ سید می‌توانند تصاویر را با استفاده از ژستهای حرکتی برای انتخاب جلوه‌ها و پیشرفت‌های مختلف ویرایش کنند. از طرف دیگر، کاربران می‌توانند تنظیم «خودکار» رنگ و کنتراست را انتخاب کنند. اسنپ سید می‌تواند سابقه ویرایش کاربران را ذخیره کند و به هر یک از اقدامات قبلی هدایت شود. همچنین می‌تواند با استفاده از فیلترهای پیش‌فرض و ویژگی‌های ویرایش، ترکیب‌های فیلتر ایجاد و ذخیره کند. فهرست جلوه‌های ویژه و فیلترها شامل درام، گرانج، وینتیج، فوکوس مرکزی، فریم‌ها و شیب شیفت (که اندازه عکس‌ها را تغییر می‌دهد) است. کاربران می‌توانند تصاویر خام را نیز برای ویرایش‌های با کیفیت بهتر وارد کنند. اسنپ سید ۲٫۰ فیلترهای جدیدی مانند تاری لنز، درخشش زرق و برق، منظره محدوده دینامیکی و نوآر را معرفی کرد، در حالی که همچنین بخش ابزارها را با رابط کاربری واضح‌تر قالب‌بندی کرد.

## جوایز
- اپل نرم‌افزار کاربردی سال ۲۰۱۱ را برای آی‌پد انتخاب کرد.[۷]
- به عنوان یکی از ۱۰۰ برنامه برتر اندروید ۲۰۱۸ توسط مجله کامپیوتر انتخاب شد.[۸]